# Isa bin Salman Al Khalifa
Isa bin Salman Al Khalifa (in arabo عيسى بن سلمان آل خليفة‎?; Jasra, 3 giugno 1933 – Manama, 6 marzo 1999) è stato Hakim del Bahrein dal 1961 al 1971 e poi emiro dal 1971 fino alla sua morte.
Durante il suo regno, il paese ottenne l'indipendenza dal Regno Unito, avvenuta nel 1971. Governò il Bahrein per 38 anni, trasformandolo in una nazione moderna ma pur sempre autoritaria, e in un centro finanziario chiave nel Golfo Persico.

## Biografia
Nacque a Jasra, un villaggio del Governatorato Settentrionale del Bahrein. Divenne emiro quando suo padre, l'emiro Salman (scritto anche Sulman) morì. 
Il governo del Bahrein aveva considerato seriamente la possibilità di unirsi agli Emirati Arabi Uniti, ma Isa ibn Salman abbandonò l'idea insieme con il Qatar quando non si trovò d'accordo con alcune parti della sua costituzione. Si mosse dunque verso l'istituzione di una democrazia parlamentare limitata, visto che ai soli uomini fu riconosciuto il diritto di voto per le elezioni parlamentari del 1973.
Tuttavia, nel 1975 egli sciolse il parlamento perché questo aveva rifiutato di promulgare la Legge di Sicurezza dello Stato del 1974, voluta invece dal governo. Da quel momento il parlamento non venne più riconvocato e l'emiro dovette affrontare le proteste di parte dei partiti della sinistra e dei movimenti islamici: proteste che raggiunsero il loro apice nel 1995 (vedere: Bahrein).
Isa era notorio per la sua opposizione all'uso della pena capitale, e regolarmente rifiutò di firmare condanne a morte tranne che in un'occasione nel 1996, quando cedette alla pressione delle forze di sicurezza di giustiziare un uomo condannato per l'omicidio di un soldato.
Isa si dedicò per lo più al miglioramento dell'economia, la sua più grande impresa è l'aver sostenuto la costruzione di una strada rialzata che univa la sua isola con l'Arabia Saudita.
Shaikh Isa bin Salman Al Khalifa morì improvvisamente nella capitale del Bahrein, Manama, il 6 marzo 1999. 
A lui succedette il figlio, Hamad bin Isa Al Khalifa.